# Bourbon (Missouri)

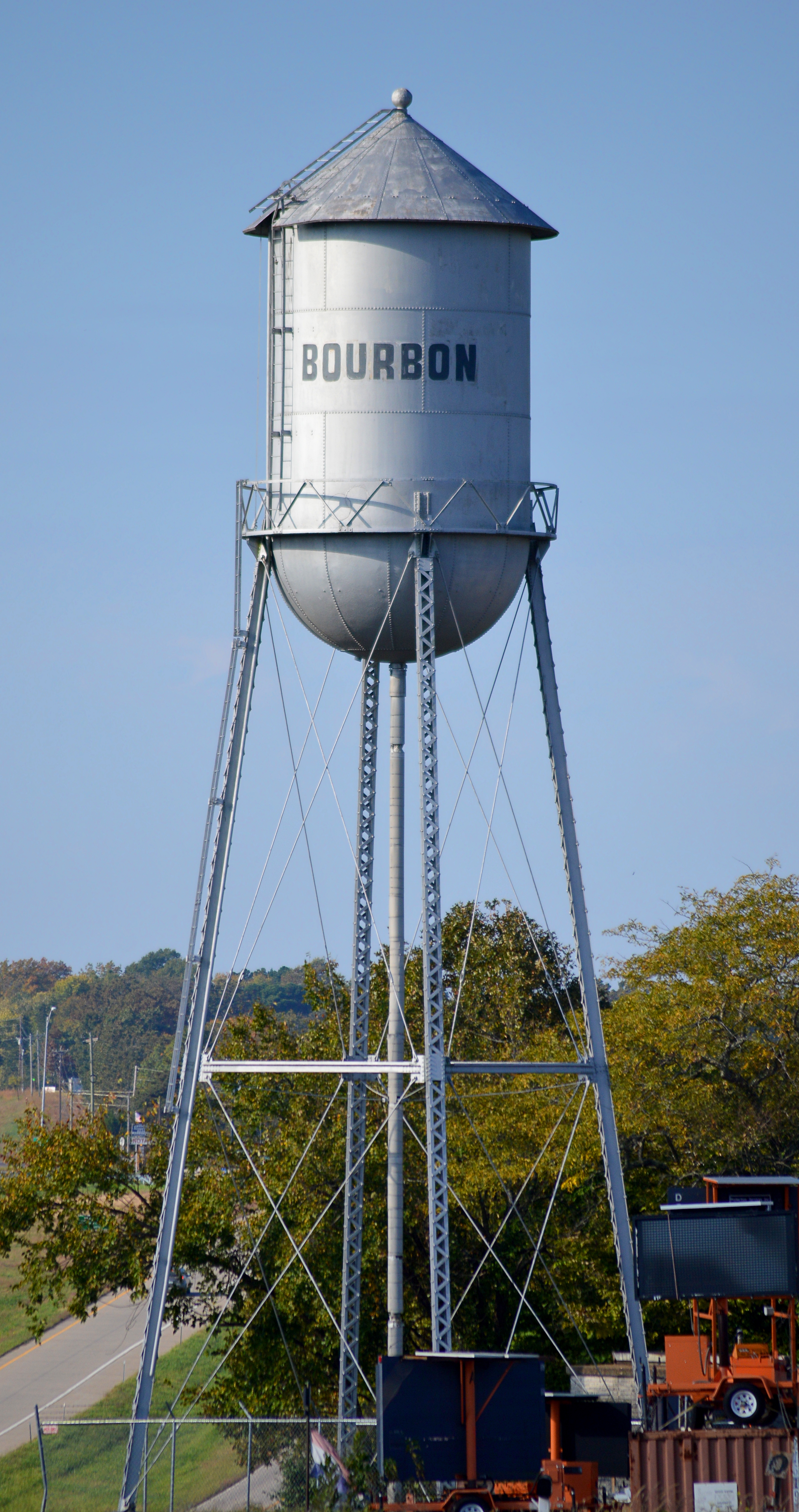
Der historische Wasserturm, ein berühmtes Wahrzeichen entlang Interstate 44. Er ist nicht mehr in Betrieb.

Bourbon ist eine Stadt in Crawford County, im US-Bundesstaat Missouri. Nach der Volkszählung im Jahr 2020 hatte Bourbon 1567 Einwohner.

## Geschichte
Ein Postamt mit dem Namen Bourbon ist seit 1853 in Betrieb. Der Namensgeber ist Bourbon Whiskey. Bourbon ist wahrscheinlich der einzige Ort in den Vereinigten Staaten, der nach Bourbon Whiskey benannt ist.

## Geografie
Die Stadt liegt im nördlichen Crawford County an der Interstate 44 zwischen Sullivan und Cuba.
Die Stadt hat eine Fläche von 2 km², es gibt keine erfassten Wasserflächen.

## Demografie
Laut einer Volkszählung im Jahr 2000 lebten 1.632 Personen in 652 Haushalten und 433 Familien in der Ortschaft. Die Bevölkerungsdichte lag bei 472 Einwohnern pro Quadratkilometer. Es gab 718 Wohneinheiten. Die Bevölkerung bestand zu 98,71 Prozent aus Weißen, 0,12 Prozent aus Afroamerikanern, 0,25 Prozent aus Indianern, 0,37 Prozent aus Asiaten, 0,06 Prozent aus anderen races, und 0,49 Prozent aus multiethnischen Amerikanern (zwei oder mehr races). Lateinamerikaner stellten 0,98 Prozent der Einwohnerzahl dar.
Es gab 652 Haushalte; 36,2 Prozent hatten Kinder unter 18 Jahren, 43,9 Prozent waren zusammenlebende Ehepaare, 16,6 Prozent hatten eine weibliche Hauseigentümerin ohne Ehemann, 6,0 Prozent hatten einen männlichen Hausherrn ohne Ehefrau, und 33,6 Prozent waren nicht Familien. 28,8 Prozent der Haushalte bestanden aus alleinlebenden Personen und 13,2 Prozent der Haushalte bestanden aus alleinlebenden Personen im Alter von 65 Jahren oder darüber. Die durchschnittliche Zahl von Personen in einem Haushalt war 2,50 und die durchschnittliche Zahl von Personen in einer Familie war 3,03.
Das mediane Alter war 35 Jahre. 27,9 Prozent der Einwohner waren unter 18 Jahren; 9,1 Prozent waren zwischen 18 und 24 Jahren; 25,5 Prozent waren zwischen 25 und 44 Jahren; 22,4 Prozent waren zwischen 45 und 64 Jahren; und 15,1 Prozent waren 65 Jahre oder älter. Die Einwohner waren zu 48,8 Prozent männlich und zu 51,2 Prozent weiblich.

## Bildung
Der Crawford County R-I School District betreibt die Bourbon Elementary School und die Bourbon High School.
Die Meramec Valley Christian School ist die einzige christliche Privatschule in Bourbon.
In Bourbon gibt es eine Leihbücherei.